# Maximilian Heinrich (Wied-Runkel)
Maximilian Heinrich zu Wied (* 1. Mai 1681; † 19. Dezember 1706) war Graf zu Wied-Runkel aus dem Adelsgeschlecht Runkel.

## Leben
Er war ein Sohn von Georg Hermann Reinhard zu Wied (* 1640; † 1690) und dessen zweiter Gattin Johanna Elisabeth zu Leiningen-Westerburg (* 1659; † 1708).
Von seinem Großvater väterlicherseits, Friedrich „dem Älteren“ zu Wied (* 1618; † 1698) erhielt er am 27. August 1692, zunächst unter Vormundschaft, die „Obere Grafschaft Wied“, einschließlich der Burg Altwied, dem Flecken Isenburg, dem Kirchspiel Mayscheid und der Herrlichkeit Meud, welche bislang zur „Unteren Grafschaft Wied“ gehört hatten. Er begründete dort die Jüngere Linie Wied-Runkel.
Er trat in die Dienste des Landgrafen Ernst Ludwig von Hessen-Darmstadt, wo er in den Rang eines Rittmeisters aufstieg.
Er heiratete am 29. August 1704 in Detmold Sophia Florentina (* 8. September 1683; † 23. April 1758), Tochter des Grafen Simon Heinrich zur Lippe-Detmold. Mit ihr hatte er zwei Söhne:
- Johann Ludwig Adolf (* 30. Mai 1705; † 18. Mai 1762)

⚭   14. August 1726 Gräfin Christina Luise von Ostfriesland, Erbin von Criechingen, Rollingen etc. (* 1. Februar 1710; † 12. Mai 1732)
⚭ 1733 Gräfin Amalie Luise zu Sayn-Wittgenstein-Sayn (* 1702; † 1737)
- Karl Wilhelm Alexander Emil (* 19. Juni 1706; † 30. November 1771)

Er wurde am 19. Dezember 1706 bei einem Duell getötet. Als Graf von Wied-Runkel beerbte ihn sein minderjähriger Sohn Johann Ludwig Adolf.